# Côte de Scott
Pour les articles homonymes, voir Scott.
La côte de Scott (en anglais : Scott Coast) est la région côtière de la terre Victoria, en Antarctique, entre le cap Washington et Minna Bluff.
Nommée par le New Zealand Antarctic Place-Names Committee (NZ-APC) en 1961 d'après l'explorateur et militaire Robert Falcon Scott, chef de l'expédition Discovery (1901-1904) et de l'expédition Terra Nova (1910-1913). Scott et ses collègues ont réalisé une grande partie des premières explorations de ce littoral. Nombre des toponymes de la région trouvent leur origine dans ces expéditions.

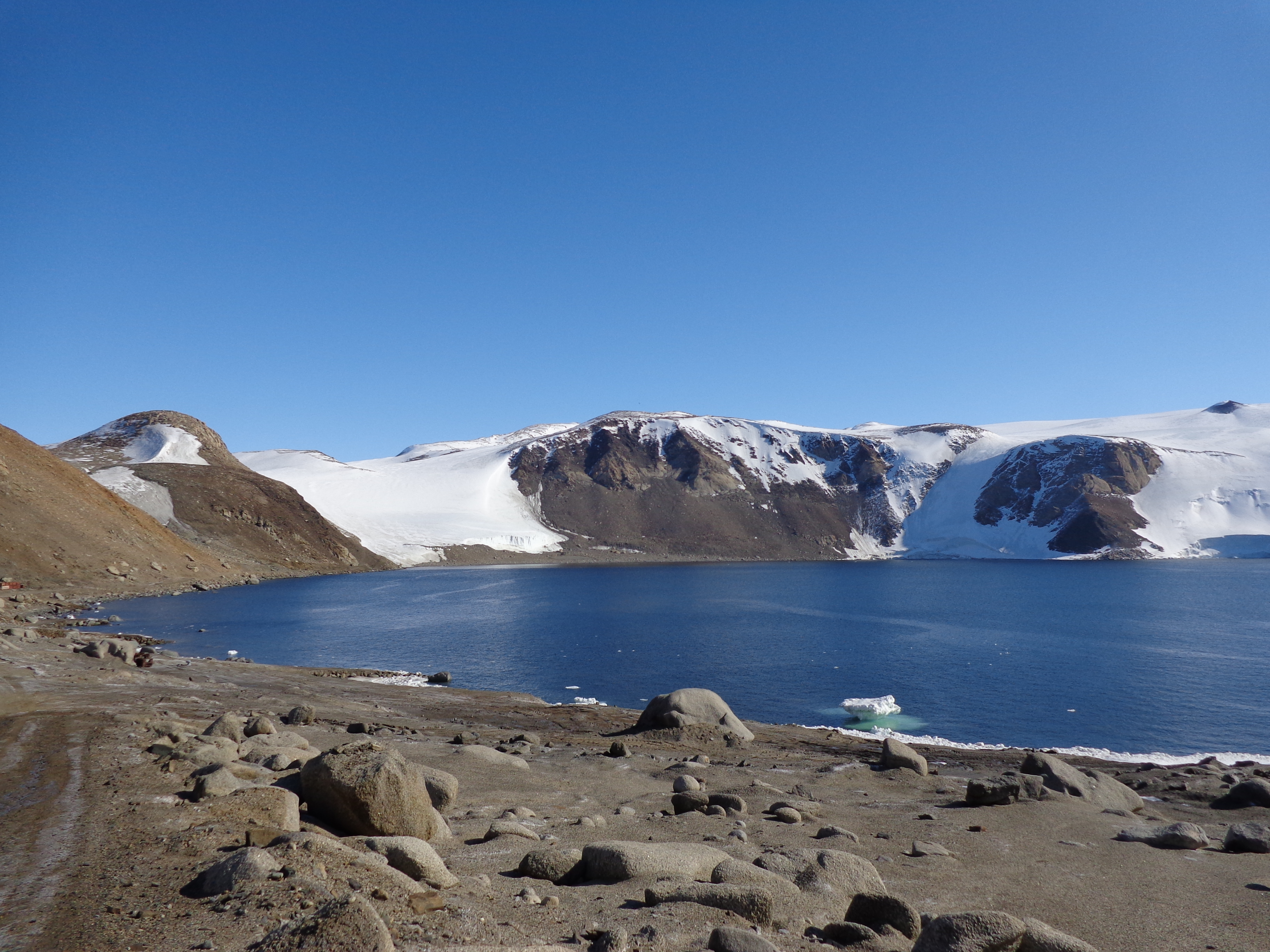
La baie Téthys, sur la côte de Scott.